# Église Saint-Félix de Guignonville
L’église Saint-Félix de Guignonville est une église française dédiée à saint Félix et située à Greneville-en-Beauce, dans le département du Loiret en région Centre-Val de Loire.

## Géographie
L'église Saint-Félix est située sur le territoire de l'ancienne commune de Guignonville, absorbée par la commune de Greneville-en-Beauce en 1972, sur la place Saint-Félix, dans le nord du département du Loiret (canton et arrondissement de Pithiviers) dans la région naturelle de la Beauce, à environ 125 mètres d'altitude.
L'édifice est accessible depuis la route départementale 834, à 10,5 km à l'ouest de Pithiviers.
La paroisse de Guigneville appartient à la province ecclésiastique de Tours et au diocèse d'Orléans dans la zone pastorale de la Beauce et le doyenné Centre-Beauce. C'est l'une des paroisses du groupement paroissial d'Aschères-le-Marche - Bazoches-les-Gallerandes - Outarville.

## Histoire
Le clocher de l'édifice est inscrit aux monuments historiques depuis le 26 octobre 1925.